# Dorymyrmex baeri
Dorymyrmex baeri är en myrart som beskrevs av Andre 1903. Dorymyrmex baeri ingår i släktet Dorymyrmex och familjen myror. Inga underarter finns listade i Catalogue of Life.